# Batalha de Vardanacerta
A Batalha de Vardanacerta foi travada entre uma guarnição árabe de cinco mil soldados de Naquichevão e um exército liderado por nobres armênios descontentes em janeiro de 703. Ao serem atacados repentinamente por Simbácio VI, os sobreviventes fugiram ao rio Aras e se afogaram ou morreram congelados. Simbácio, escolhido para governar por comissão bizantina, conseguiu reconquistar a maior parte da Armênia e expulsar os árabes do país. Apesar deste sucesso, os generais omíadas Maomé ibne Maruane e Maslama ibne Abedal Maleque ibne Maruane logo restauraram a Armênia à posição de súdita.[a] O controle muçulmano foi garantido pela organização de um massacre em grande escala das famílias principescas (nacarar) dentro da catedral de Naquichevão, que foi queimada, em 704.